# Nahpoïta
La nahpoïta és un mineral de la classe dels fosfats. Va rebre el seu nom per L. C. Coleman i B. T. Robertson l'any 1981 pels elements Na (sodi), H (hidrogen), P (fòsfor) i O (oxigen), que es troben a la seva composició.

## Característiques
La nahpoïta és un fosfat de fórmula química Na₂HPO₄. Cristal·litza en el sistema monoclínic. Es troba en forma de grans allargats, de fins a 4 micres; com a pols blanca, terrossa i en masses compactades. La seva duresa a l'escala de Mohs es troba entre 1 i 2.
Segons la classificació de Nickel-Strunz, la nahpoïta pertany a «08.A - Fosfats, etc. sense anions addicionals, sense H₂O, només amb cations de mida gran» juntament amb els següents minerals: monetita, weilita, švenekita, archerita, bifosfamita, fosfamita, buchwaldita, schultenita, chernovita-(Y), dreyerita, wakefieldita-(Ce), wakefieldita-(Y), xenotima-(Y), pretulita, xenotima-(Yb), wakefieldita-(La), wakefieldita-(Nd), pucherita, ximengita, gasparita-(Ce), monacita-(Ce), monacita-(La), monacita-(Nd), rooseveltita, cheralita, monacita-(Sm), tetrarooseveltita, chursinita i clinobisvanita.

## Formació i jaciments
Va ser descoberta l'any 1981 al riu Big Fish, al districte miner de Dawson, a Yukon (Canadà). També ha estat descrita a la pedrera Poudrette (Québec, Canadà) i a les pegmatites de Shomiokitovoe, al massís de Lovozero (óblast de Múrmansk, Rússia). Sol trobar-se associada a altres minerals com la satterlyita, la marićita, el natrofosfat i la vil·liaumita.